# Entedon daurises
Entedon daurises är en stekelart som beskrevs av Walker 1842. Entedon daurises ingår i släktet Entedon och familjen finglanssteklar.
Artens utbredningsområde är Schweiz. Inga underarter finns listade i Catalogue of Life.